# 天堂有路
《天堂有路》是香港麗的電視製作的穿越題材短篇電視劇，全劇只有5集。由監製賴水清兼任編導之一，5集劇本分別由五位編劇執筆完成當中包括鄭丹瑞、鄭文華、身兼創作主任的海滴等，主要演員有卡迪遜、關之琳、岳華、張瑛、苗金鳳、李燕燕等，本劇首播於1982年6月2日。

## 演員表
- 卡迪遜  飾 Peter
- 關之琳  飾 易薇
- 張瑛  飾 趙文堅
- 岳華  飾 張志彪
- 苗金鳳  飾 魏冰
- 李燕燕  飾 阿Tim
- 邵音音  飾 許如雲
- 梁舜燕  飾 董仙瓊
- 袁愛珍  飾 小梅
- 良鳴  飾 阿忠
- 孟浪  飾 小B
- 司馬華龍  飾 鄭禮